# Le Seigneur de l'arc d'argent
 (février 2024).
- Si vous ne connaissez pas le sujet, laissez ce bandeau (vous pouvez alors contacter les auteurs).
- Si vous supprimez le contenu mis en cause (vous pouvez préalablement contacter les auteurs),

argumentez précisément cette suppression dans la page de discussion
(un manque de référence n'est pas un argument ; une recherche réelle de référence doit avoir été effectuée, être formellement documentée).
Le Seigneur de l'arc d'argent (titre original : Lord of the Silver Bow), est un roman de fantasy historique de David Gemmell paru en 2005 en anglais et en 2008 en français (traduction de Rosalie Guillaume pour les éditions Bragelonne).
Il appartient au Cycle de Troie.

## Résumé
En la fin de l’Âge du Bronze, les tensions montent sur les rivages de la Grande Verte entre Mycènes, Troie et leurs alliés respectifs.
Trois individus au grand destin convergent vers une cité de Troie déchirée par des rivalités impitoyables : Hélicon, prince de Dardanie, la prêtresse Andromaque, au caractère bien trempé, et le grand guerrier mycénien Argurios.

## Personnages
- Hélicon, Prince de Dardanie
- Anchise, père d’Hélicon
- Halysia, 2e épouse d’Anchise
- Diomède, jeune demi-frère d’Hélicon
- Priam, roi de Troie
- Hécube, reine de Troie
- Hector, prince de Troie, héros commandant le Cheval (la cavalerie troyenne)
- Laodice, fille de Priam
- Agathon, fils de Priam
- Andromaque, fiancée d’Hector
- Erekos, ambassadeur des Mycéniens à Troie
- Agamemnon, chef des Mycéniens
- Ulysse, roi d’Ithaque
- Argurios, guerrier mycénien
- Kolanos, pirate mycénien
- Attale / Karpophorus, assassin légendaire
- Gershom, de son vrai nom Moses, frère de Ramsès et fils de Pharaon